# Нове Носажево
Нове Носажево (пол. Nowe Nosarzewo) — село в Польщі, у гміні Шидлово Млавського повіту Мазовецького воєводства.
Населення — 102 особи (2011).
У 1975-1998 роках село належало до Цехановського воєводства.

## Демографія
Демографічна структура станом на 31 березня 2011 року:
|          | Загалом | Допрацездатний вік | Працездатний вік | Постпрацездатний вік |
| -------- | ------- | ------------------ | ---------------- | -------------------- |
| Чоловіки | 53      | 13                 | 35               | 5                    |
| Жінки    | 49      | 9                  | 32               | 8                    |
| Разом    | 102     | 22                 | 67               | 13                   |